# Episodi de Le più belle fiabe dei fratelli Grimm
Gli episodi della serie televisiva Le più belle fiabe dei fratelli Grimm prodotti sono in totale 56, suddivisi in sedici stagioni, e trasmessi dal 20 dicembre 2008 sul canale televisivo tedesco Das Erste.
In Italia 5 episodi selezionati dalle prime due stagioni sono stati trasmessi a partire dal 6 settembre 2010 su Rai 3. A partire dall'8 gennaio 2011 gli stessi sono stati replicati in prima serata su Rai Gulp. Dal 28 novembre 2014 una seconda selezione di 9 episodi è andata in onda in tarda serata sempre su Rai Gulp. I restanti episodi risultano ancora inediti.
| Stagione | Episodio n. | Titolo originale                              | Titolo italiano          | Prima TV Germania | Prima TV Italia   |
| -------- | ----------- | --------------------------------------------- | ------------------------ | ----------------- | ----------------- |
| 1        | 1           | Tischlein deck dich                           | Il tavolino magico       | 20 dicembre 2008  | 30 novembre 2014  |
| 1        | 2           | Brüderchen und Schwesterchen                  | Fratellino e Sorellina   | 20 dicembre 2008  | 28 novembre 2014  |
| 1        | 3           | Der Froschkönig                               | Il principe ranocchio    | 21 dicembre 2008  | 14 dicembre 2014  |
| 1        | 4           | König Drosselbart                             | Re Bazzaditordo          | 25 dicembre 2008  | 8 settembre 2010  |
| 1        | 5           | Frau Holle                                    | Madama Holle             | 25 dicembre 2008  | 10 settembre 2010 |
| 1        | 6           | Das tapfere Schneiderlein                     | Sette in un colpo        | 26 dicembre 2008  | 29 novembre 2014  |
| 2        | 7           | Schneewittchen                                | Biancaneve               | 25 dicembre 2009  | 5 dicembre 2014   |
| 2        | 8           | Rapunzel                                      | Raperonzolo              | 25 dicembre 2009  | 9 settembre 2010  |
| 2        | 9           | Der gestiefelte Kater                         | Il gatto con gli stivali | 25 dicembre 2009  | 4 dicembre 2014   |
| 2        | 10          | Dornröschen                                   | La bella addormentata    | 26 dicembre 2009  | 3 dicembre 2014   |
| 2        | 11          | Die Gänsemagd                                 | La guardiana di oche     | 26 dicembre 2009  | 7 settembre 2010  |
| 2        | 12          | Rumpelstilzchen                               | La figlia del mugnaio    | 26 dicembre 2009  | 6 settembre 2010  |
| 2        | 13          | Die Bremer Stadtmusikanten                    | I musicanti di Brema     | 2 gennaio 2010    | 2 dicembre 2014   |
| 2        | 14          | Die kluge Bauerntochter                       | La contadinella saggia   | 2 gennaio 2010    | 1º dicembre 2014  |
| 3        | 15          | Das Blaue Licht                               |                          | 25 dicembre 2010  |                   |
| 3        | 16          | Die Prinzessin auf der Erbse                  |                          | 25 dicembre 2010  |                   |
| 3        | 17          | Der Meisterdieb                               |                          | 26 dicembre 2010  |                   |
| 3        | 18          | Des Kaisers neue Kleider                      |                          | 26 dicembre 2010  |                   |
| 4        | 19          | Jorinde und Joringel                          |                          | 25 dicembre 2011  |                   |
| 4        | 20          | Aschenputtel                                  |                          | 25 dicembre 2011  |                   |
| 4        | 21          | Die Sterntaler                                |                          | 26 dicembre 2011  |                   |
| 4        | 22          | Die zertanzten Schuhe                         |                          | 26 dicembre 2011  |                   |
| 5        | 23          | Rotkäppchen                                   |                          | 25 dicembre 2012  |                   |
| 5        | 24          | Schneeweißchen und Rosenrot                   |                          | 25 dicembre 2012  |                   |
| 5        | 25          | Hänsel und Gretel                             |                          | 26 dicembre 2012  |                   |
| 5        | 26          | Allerleirauh                                  |                          | 26 dicembre 2012  |                   |
| 6        | 27          | Vom Fischer und seiner Frau                   |                          | 25 dicembre 2013  |                   |
| 6        | 28          | Das Mädchen mit den Schwefelhölzern           |                          | 25 dicembre 2013  |                   |
| 6        | 29          | Die kleine Meerjungfrau                       | La Sirenetta             | 26 dicembre 2013  |                   |
| 6        | 30          | Der Teufel mit den drei goldenen Haaren       |                          | 26 dicembre 2013  |                   |
| 7        | 31          | Siebenschön                                   |                          | 25 dicembre 2014  |                   |
| 7        | 32          | Sechse kommen durch die ganze Welt            |                          | 25 dicembre 2014  |                   |
| 7        | 33          | Die drei Federn                               |                          | 26 dicembre 2014  |                   |
| 7        | 34          | Von einem, der auszog, das Fürchten zu lernen |                          | 26 dicembre 2014  |                   |
| 8        | 35          | Die Salzprinzessin                            |                          | 25 dicembre 2015  |                   |
| 8        | 36          | Nussknacker und Mausekönig                    |                          | 25 dicembre 2015  |                   |
| 8        | 37          | Prinzessin Maleen                             |                          | 26 dicembre 2015  |                   |
| 8        | 38          | Der Prinz im Bärenfell                        |                          | 26 dicembre 2015  |                   |
| 9        | 39          | Prinz Himmelblau und Fee Lupine               |                          | 25 dicembre 2016  |                   |
| 9        | 40          | Das singende, klingende Bäumchen              |                          | 25 dicembre 2016  |                   |
| 9        | 41          | Das Märchen vom Schlaraffenland               |                          | 26 dicembre 2016  |                   |
| 9        | 42          | Hans im Glück                                 |                          | 26 dicembre 2016  |                   |
| 10       | 43          | Das Wasser des Lebens                         |                          | 25 dicembre 2017  |                   |
| 10       | 44          | Der Schweinehirt                              |                          | 26 dicembre 2017  |                   |
| 11       | 45          | Das Märchen von der Regentrude                |                          | 25 dicembre 2018  |                   |
| 11       | 46          | Die Galoschen des Glücks                      |                          | 26 dicembre 2018  |                   |
| 12       | 47          | Die drei Königskinder                         |                          | 25 dicembre 2019  |                   |
| 12       | 48          | Das Märchen von den zwölf Monaten             |                          | 26 dicembre 2019  |                   |
| 13       | 49          | Helene, die wahre Braut                       |                          | 25 dicembre 2020  |                   |
| 13       | 50          | Das Märchen vom goldenen Taler                |                          | 25 dicembre 2020  |                   |
| 13       | 51          | Der starke Hans                               |                          | 26 dicembre 2020  |                   |
| 14       | 52          | Der Geist im Glas                             |                          | 25 dicembre 2021  |                   |
| 15       | 53          | Zitterinchen                                  |                          | 25 dicembre 2022  |                   |
| 15       | 54          | Die Gänseprinzessin                           |                          | 26 dicembre 2022  |                   |
| 16       | 56          | Die verkaufte Prinzessin                      |                          | 25 dicembre 2023  |                   |
| 16       | 57          | Das Märchen von der Zauberflöte               |                          | 26 dicembre 2023  |                   |

## Fratellino e Sorellina
- Titolo originale: Brüderchen und Schwesterchen
- Diretto da: Wolfgang Eißler
- Scritto da: Gabriele Kreis

### Trama
Dopo la morte della moglie, un uomo decide di risposarsi. La nuova sposa è una vedova con già una figlia, che sin da subito si dimostra gentile e premurosa verso i due figliastri, Fratellino e Sorellina. Ma la gentilezza della donna è solo una facciata: dopo aver scoperto le ricchezze nascoste dal marito in un angolo della soffitta, la nuova moglie lo avvelena senza pietà per impossessarsene. Morto il padre, per Fratellino e Sorellina inizia una vita dura e infelice, scandita dai perfidi ordini della matrigna e le continue vessazioni della sorellastra. Dopo l'ennesima punizione ingiusta, i due bambini decidono di fuggire, e all'alba abbandonano la casa paterna. Ma la matrigna, che è in realtà una strega, non tarda a scoprire la loro assenza, e con la sua sfera di cristallo riesce a individuarli in un bosco, dove assetati cercano una fonte per bere. Con un incantesimo, tramite la sua bacchetta magica e la sua sfera la donna strega tutti i corsi d'acqua così che al primo sorso i due sarebbero stati trasformati in belve. Dopo aver evitato il tranello per due volte poiché Sorellina sente che i corsi d'acqua seppur stregati avvisano i 2 fratelli delle trasformazioni in cui sarebbero diventati, il povero Fratellino non riesce più a trattenersi, e al primo specchio d'acqua si china per dissetarsi. Immediatamente viene tramutato in un capriolo. Sorellina scoperto ciò decide di bere per non morire di sete ma per fortuna poiché l'inettitudine della figlia della strega ha distrutto la sfera attraverso la quale la magia era stata scagliata la magia viene annullata evitando a Sorellina il destino del fratello. Insieme a Sorellina prosegue il suo viaggio finché i due non trovano una capanna abbandonata, dove decidono di fermarsi e la ragazza mette attorno del fratello una giarrettiera d'oro per riconoscerlo tra gli altri caprioli. Un giorno, durante una battuta di caccia, il Re del paese scorge il capriolo nel bosco e tenta di colpirlo. Ma Fratellino sfugge ai colpi di fucile del Re e si rifugia nella capanna. Il giorno dopo, però, il capriolo viene ferito e torna zoppicante da Sorellina, seguito di nascosto dal Re. Non appena vede la bella fanciulla, il Re se ne innamora e decide di sposarla. Sorellina accetta a patto di poter portare il capriolo a palazzo. Dopo le nozze la coppia vive felice per molto tempo inoltre la figlia del cacciatore stringe un legame d'amicizia con Fratellino con approvazione del padre che è caro amico del re che si affeziona a sua volta al dolce capriolo, finché la matrigna dopo aver fatto creare una nuova sfera magica non viene a sapere non solo che gli odiati figliastri sono ancora vivi, ma che ora si trovano alla corte del Re. Avida e invidiosa, decide di liberarsi di loro personalmente dopo aver sentito le lamentele della sua insopportabile figlia. Con l'inganno la strega riesce a entrare nel castello, e con l'aiuto della figlia rinchiude Sorellina, che ha da poco partorito un bel maschietto, nella stanza da bagno, soffocandola con il fumo di un gran fuoco. Al posto della Regina, la matrigna mette nel letto nuziale la figlia, coprendole l'orribile volto con un velo affinché nessuno scopra lo scambio, e tiene il Re alla larga dalla moglie con la scusa di una malattia accusando successivamente Fratellino di averla infettata convincendo il Re ad abbattere il capriolo ma il cacciatore viene convinto dalla figlia a risparmiare l'animale e così l'uomo finge di sparargli e nasconde successivamente Fratellino nelle stalle. Nel frattempo il fantasma di Sorellina appare nella stanza del neonato, allattandolo e carezzandolo prima di scomparire. Il cacciatore nei giorni seguenti non ha idea di come aiutare Fratellino sapendo che se il Re venisse a sapere che gli ha disobbedito perderebbe il posto o finirebbe in prigione. Fratellino capendo che il cacciatore è l'unico che può aiutarlo riesce a parlargli e lo mette al corrente degli eventi e l'uomo decide di fidarsi e aiutarlo. Poco dopo il cacciatore porta Fratellino nella stanza dove c'era il Re e il cacciatore spiega che aveva una buona ragione per avergli disobbedito e rivela che il capriolo è in realtà il fratello della regina e Fratellino convince il Re che è stato vittima di un inganno ad opera della loro matrigna e della sua figlia che fa tempo avevano provocato alla famiglia numerose sventure. Messo al corrente dell'accaduto, il Re entra nella stanza da letto della moglie senza lasciarsi intimorire dalla matrigna, e strappa il velo dal volto della sposa. Nello stesso istante, il fantasma di Sorellina appare per l'ultima volta accanto al figlioletto, e il Re la vede comprendendo infine l'inganno. La matrigna e la figlia, ormai scoperte, tentano di fuggire, e la strega tenta di trasformare se stessa e la figlia in corvi per fuggire ma vengono raggiunte da due colpi di fucile sparati del cacciatore e punite per la loro malvagità. Con la morte della matrigna, l'incantesimo che gravava su Fratellino si spezza e Sorellina torna in vita, infine la figlia del cacciatore capisce che Fratellino era il capriolo con cui aveva fatto amicizia e per la prima volta si stringono da esseri umani tra la gioia del Re e di tutto il regno.
- Altri interpreti: Christoph M. Ohrt (Padre), Jonas Jägermeyr (Re), Antoine Monot, Jr. (Cacciatore), Emilia Schüle (Figlia del cacciatore).

## Re Bazzaditordo
- Titolo originale: König Drosselbart
- Diretto da: Sibylle Tafel
- Scritto da: Anja Kömmerling, Thomas Brinx

### Trama
La Principessa Isabella è presuntuosa ed egoista. Tutto ciò a cui tiene è se stessa. Così quando il padre decide di invitare a corte tutti i Principi ereditari dei paesi vicini perché possa scegliere un marito, Isabella reagisce insultando uno dopo l'altro tutti i giovani pretendenti, trovando in ognuno di loro un difetto tale da renderli impossibili da guardare. Persino il bel Principe Richard, che la fanciulla ha conosciuto e apprezzato precedentemente, si vede preso in giro con il nome di "Re Bazzaditordo", a causa del pizzetto che sfoggia. Per il Re è troppo: riconosciuta l'enorme presunzione della figlia, le annuncia che avrebbe sposato il primo mendicante che sarebbe passato vicino al castello. E come promesso, il giorno dopo la Principessa si trovò maritata con un menestrello rozzo e povero. Per lei inizia così una nuova vita, fatta di lavoro e privazioni: incapace di fare le cose più elementari per un popolano, come mungere le capre o cucinare, Isabella riceve un'umiliazione dopo l'altra, arrivando a servire alla corte del Principe Richard come sguattera. Tuttavia, le sofferenze patite riescono a mitigare il suo carattere viziato e borioso, facendole comprendere gli errori del passato e le cose veramente importanti. Quando ormai la fanciulla ha realizzato quanto sia stata sciocca nel suo comportamento, il menestrello suo marito le rivela di essere in realtà il Principe Richard. Il suo travestimento, e l'inganno che aveva architettato con la complicità dell'interno regno, sono serviti a cambiare la fanciulla che aveva sempre amato, nonostante il suo carattere. Tutto questo è servito a darle una dura e sonora lezione per farla smettere con il suo atteggiamento viziato e superbo perché le cose si guadagnano con sudore e fatica e non con presunzione e arroganza. Finalmente libera dalla vanità, Isabella accetta di sposare Richard per la seconda volta.
- Altri interpreti: Arthur Brauss (Re Ottokar), Carolin Weber (Pescivendola), Roman Kurz (Cuoco).

## Madama Holle
- Titolo originale: Frau Holle
- Diretto da: Bodo Fürneisen
- Scritto da: Marlis Ewald

### Trama
Una vedova ha due figlie: Marie, diligente, buona e cortese, che aiuta la madre nel suo lavoro di tessitrice, e Luise che, al contrario della sorella, è pigra e sgarbata, sempre pronta a inventare scuse pur di non lavorare. Un giorno, dopo aver filato fino a farsi sanguinare le dita, Marie si avvicina al pozzo per rinfrescare le mani, quando improvvisamente il fuso le cade in acqua. Per recuperarlo, la fanciulla cade nella fonte. Dopo quelle che le sembrano ore, si ritrova sulle terre di Madama Holle, dove ogni animale, ogni albero e ogni oggetto è in grado di parlare. La donna, che in realtà è una fata, prende al servizio la fanciulla, perché pulisca la casa e scuota il suo piumino sul mondo, così da far nevicare nella stagione invernale. Marie trascorre molto tempo lavorando in casa di Madama Holle ma poi l'assale la nostalgia di casa, e chiede di poter tornare. In cambio del duro e onesto lavoro svolto per la fata, Marie si vide ricompensata con un fuso e un abito tutti d'oro. Ma la sua fortuna scatena l'invidia della sorella, che si getta nel pozzo per avere anche lei la ricompensa. Ma il pessimo carattere e la svogliatezza nel lavoro che la contraddistinguono, le causano soltanto una nera colata di pece al ritorno a casa. Sporca e umiliata, Luise comprende quanto l'essere altruisti e diligenti sia importante e, come le aveva detto Madama Holle prima di partire, come dipenda solo da lei questo cambiamento. Decisa a diventare una persona migliore, Luise pone rimedio a tutto ciò che può (una farfalla intrappolata in una ragnatela, la zampetta malandata del suo cane) finché anche lei non viene finalmente premiata come merita, con la luce e un abito d'oro.
- Altri interpreti: Johanna Gastdorf (Madre), Peter Prager (Fornaio Johann).

## Biancaneve

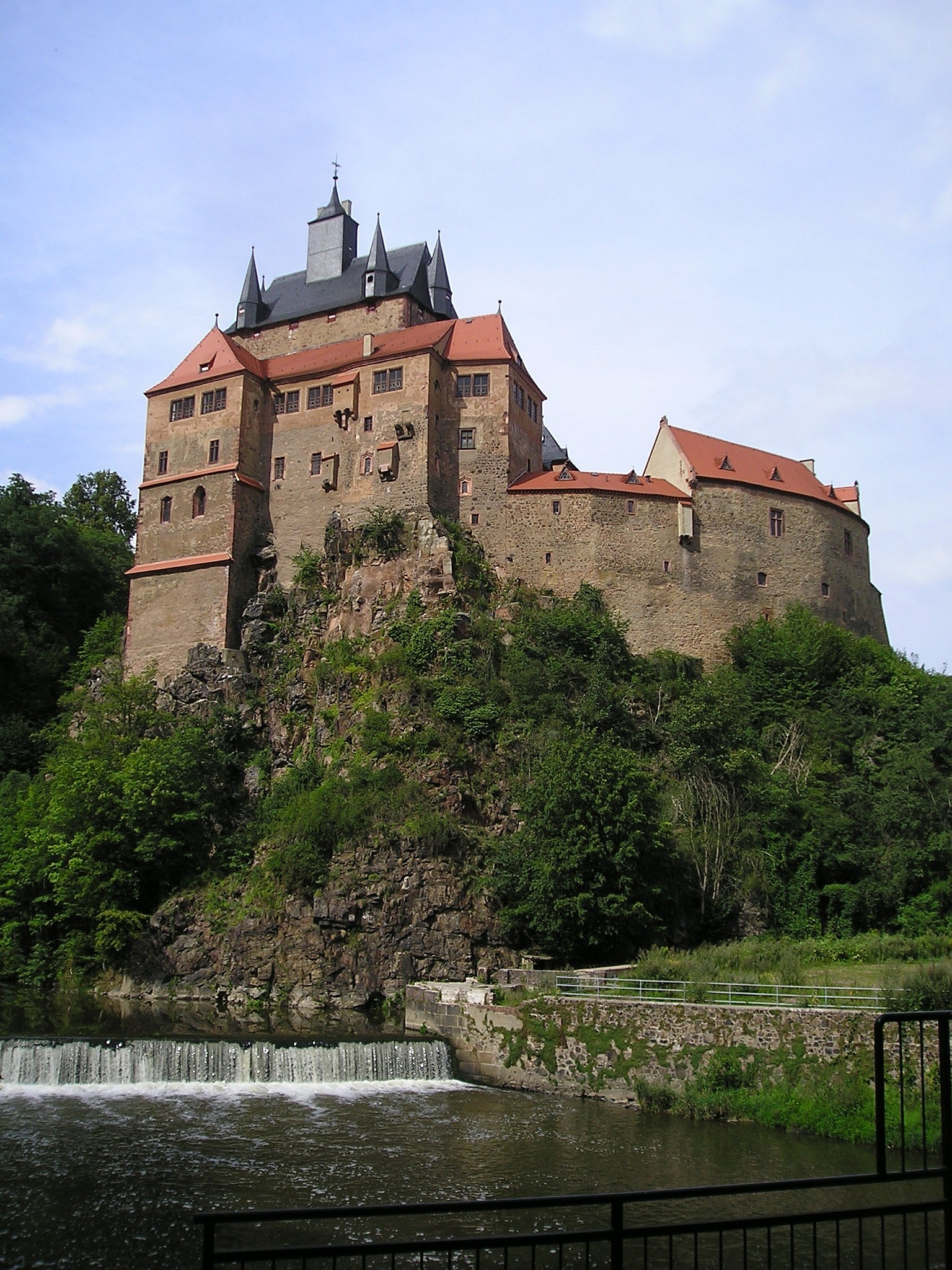
Borgo Kriebstein, castello della perfida matrigna di Biancaneve.

- Titolo originale: Schneewittchen
- Diretto da: Thomas Freundner
- Scritto da: Andreas Knaup

### Trama
Una regina sogna da tempo di avere una bambina. Finalmente il suo desiderio viene esaudito, e nasce una bellissima Principessa, chiamata Biancaneve per il candore della sua carnagione. Ma la donna muore subito dopo il parto. Qualche anno più tardi, il Re decide di risposarsi per riavere una moglie al fianco e una madre per la figlia. La scelta cade su una donna di buona famiglia dotata di una bellezza senza pari, ma dal cuore duro come la pietra. La nuova Regina possiede uno specchio magico, a cui domanda di continuo chi è la più bella del reame. E quando lo specchio le rivela che Biancaneve, ormai fanciulla, è più bella di lei, la Regina ordina a un cacciatore di ucciderla. Tuttavia, l'uomo ha pietà della fanciulla, e l'abbandona nella foresta. Biancaneve, dopo aver vagato per ore, arriva a una piccola casetta, e viene ospitata dai 7 nani che la abitano. Ma la matrigna non tarda a scoprire che la figliastra è ancora viva, e decide di ucciderla personalmente. Prima con una cintura, poi con un pettine avvelenato, la malvagia Regina arriva a un passo dal suo intento, ma solo una mela avvelenata riesce a ridarle finalmente la sicurezza di essere di nuovo la più bella del reame. I nani, disperati, pongono Biancaneve in una bara di vetro e rimangono a vegliarla. Un giorno, un Principe passa da quelle parti e, vedendo la Principessa, se ne innamora all'istante. Nel tragitto per portare la bara al suo castello, uno dei nani inciampa lasciando cadere l'urna, e Biancaneve, per lo scossone ricevuto, sputa il pezzo di mela avvelenata che le era rimasto in gola, tornando in vita. Insieme al Principe, si reca al castello per affrontare la Regina, Però la perdona e le ordina solamente di tornarsene da dove è venuta. La fanciulla, finalmente, sposa il Principe.
- Altri interpreti: Jaecki Schwarz (Re), Martin Brambach (Cacciatore), Volker Michalowski (Knirps), Uwe Meyer (Gorm), Karsten Kramer (Querx), Michael Markfort (Niffel), Erwin Brödenbauer (Schrat), Manni Laudenbach (Quarx), Peter Luppa (Wichtel).

## Raperonzolo
- Titolo originale: Rapunzel
- Diretto da: Bodo Fürneisen
- Scritto da: Nicolas Jacob, Olaf Winkler

### Trama
Una strega induce una donna, che ha da poco scoperto di essere incinta, alla dipendenza da una magica erba, i raperonzoli. Dopo aver gentilmente assecondato per più volte le voglie della donna, che crescono di giorno in giorno a causa dell'incantesimo, la strega obbliga il marito, un onesto contadino, a darle in cambio delle sue erbe il bambino che sua moglie porta in grembo. Infatti la donna desidera tanto avere un bambino infine garantisce al pover uomo che al bambino non mancherà mai nulla e che se ne occuperà dandogli amore e serenità. Così, quando la neonata viene al mondo, la strega prende la bimba con sé contenta di avere una bambina a cui potrà fare da madre. Chiamatala Raperonzolo, la cresce lontano da tutti non volendo che la sua innocenza venga corrotta dal male del mondo e soprattutto per paura di perderla non volendo tornare a essere sola ma quando la bambina manifesta un primo interesse verso la società, la donna la rinchiude in una torre sperduta nella foresta, senza porte o scale. L'unico modo per raggiungere la stanza dov'è rinchiusa la fanciulla è arrampicarsi sulla sua lunga treccia dorata. Anni dopo, un Principe a cavallo nel bosco scopre il segreto e si innamora della bella Raperonzolo. I due progettano di sposarsi, ma Raperonzolo non vuole abbandonare colei che crede essere sua madre. Ma quando quest'ultima scopre l'amore dei due giovani, si infuria: taglia i preziosi capelli della fanciulla per tendere una trappola al Principe e, dopo averle rivelato la verità su chi sia la sua vera madre, la porta lontano, in mezzo a una landa desolata. Il Principe, accecato dalle magie della strega e caduto dalla torre, vaga senza sosta per ritrovare la sua amata. Quando riesce finalmente a udire il suo canto e a ricongiungersi con lei, le lacrime che Raperonzolo piange dalla gioia ridonano la vista al giovane. La strega, sconfitta e compreso l'amore tra i due, svanisce nel nulla e riprende il suo pellegrinaggio nel mondo. Portata a corte, Raperonzolo sposa il Principe e diventa Principessa, ritrovando anche i suoi veri genitori.
- Altri interpreti: Antje Westermann (Madre di Raperonzolo), Dieter Montag (Re), Rita Feldmeier (Regina), Piet Klocke (Precettore)

## La bella addormentata

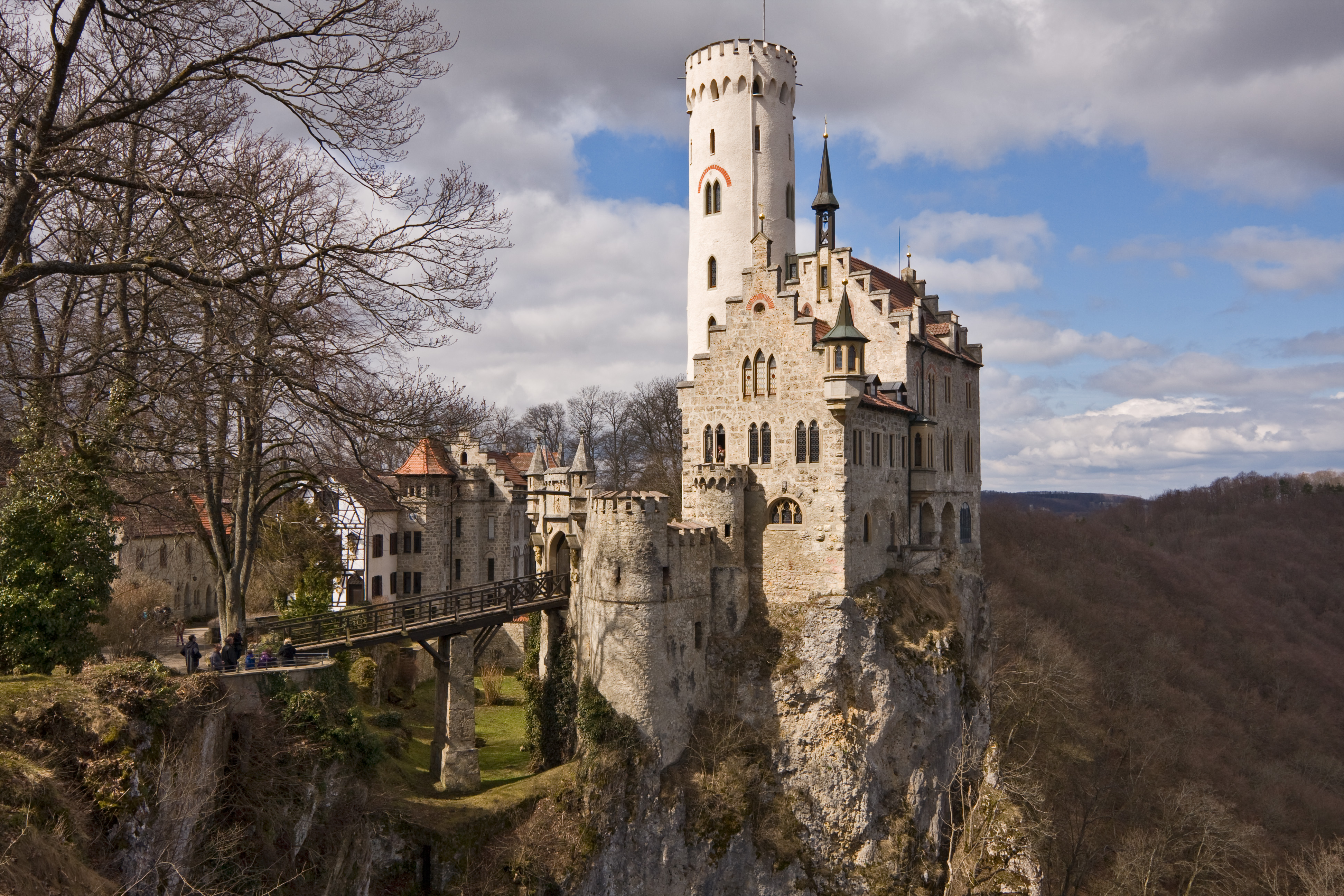
Il castello di Lichtenstein, dove dorme per cento anni la Principessa Myrose

- Titolo originale: Dornröschen
- Diretto da: Oliver Dieckmann
- Scritto da: Robin Getrost

### Trama
Dopo un'attesa durata molti anni, finalmente a un Re e alla sua Regina nasce il tanto atteso erede al trono. Contenti per l'arrivo della piccola Principessa Myrose, i due sovrani organizzano un grande banchetto a palazzo per celebrare la loro primogenita. Alla festa vengono invitate anche le undici Fate del regno, e ognuna porta con sé un dono speciale per la Principessa: bellezza, saggezza, grazia, modestia. Ma prima che l'undicesima Fata possa offrire il suo regalo, dal nulla appare la terribile Maruna, la Fata del destino, che offesa per non essere stata invitata lancia una maledizione sulla bambina: al compimento del sedicesimo anno di età, Myrose si pungerà il dito con la punta di un fuso e cadrà a terra senza vita. L'intervento dell'undicesima Fata riesce tuttavia a mitigare la maledizione, trasformando la morte in un sonno secolare dal quale Myrose potrà essere risvegliata solo dal bacio di un Principe innamorato. Il Re, temendo per la sorte della figlia, emana immediatamente un editto che proibisce la filatura, e ordina alle sue guardie di requisire e bruciare tutti gli arcolai. La Principessa cresce così sotto l'attento e ossessivo controllo dei genitori, che preoccupati la tengono costantemente d'occhio e isolata dai coetanei. Ma nonostante le loro precauzioni, il giorno del suo sedicesimo compleanno la fanciulla rimane sola, e viene attirata con l'inganno da Maruna in una torre dimenticata, dove si trova l'unico arcolaio rimasto nel regno. Incuriosita, la Principessa si avvicina e la maledizione si compie: non appena il suo dito si posa sul fuso, la fanciulla cade addormentata, e con lei tutto il castello. Con il trascorrere degli anni, il palazzo viene ricoperto da una selva di rovi spinosi, nascondendolo completamente alla vista. Dopo cento anni, come l'undicesima Fata aveva predetto, il giovane Principe Fynn giunge per liberare Myrose dall'incantesimo: dopo aver attraversato la foresta intricata di spine, il giovane giunge nella torre dove riposa la principessa addormentata, e con un bacio la risveglia insieme a tutta la sua corte, facendone poi la sua sposa.
- Altri interpreti: Theresa Vilsmaier (Fata buona), Michael Hanemann (August), Niklas Osterloh (Principe Erik), Olaf Krätke (Primo ministro), Steve Szigeti (Istruttore), Mia Dieckmann (Myrose a 5 anni).

## La guardiana di oche
- Titolo originale: Die Gänsemagd
- Diretto da: Sibylle Tafel
- Scritto da: Anja Kömmerling, Thomas Brinx

### Trama
La Principessa Elisabeth è stata promessa in sposa sin da bambina al Principe Leopold, figlio del miglior amico di suo padre. Perché la fanciulla sia protetta dal male durante il lungo viaggio che l'avrebbe portata al castello del futuro marito, la madre le dona un fazzoletto con tre gocce del suo sangue, due delle quali intervengono immediatamente per difendere la giovane dai briganti e da un branco di lupi. Ma poco prima di giungere in paese, la serva che accompagna Elisabeth, Magdalena, getta nel fiume il fazzoletto, lasciando la Principessa senza alcuna protezione, e la costringe con la forza e l'inganno a scambiarsi con lei. Solo Falada, il fedele cavallo di Elisabeth, è testimone dell'intrigo. Così la vera Principessa si ritrova declassata a guardiana di oche, mentre la malvagia serva diventa la promessa sposa, libera di dare sfogo al risentimento e alla rabbia covati per anni. Infatti Magdalena prova questa rabbia a causa del fatto che da bambina desiderava tanto essere una principessa ma mentre era a passeggio fu costretta dalla madre di Elisabeth a darle da bere nonostante la piccola principessa non avesse sete ma la madre di Elisabeth non la ringraziò neanche e senza rendersene conto travolse la bambola di pezza di Magdalena rovinandola e lei ci rimase male perché quella bambola di pezza era l'unica cosa preziosa che avesse e crescendo maturò il risentimento di volersi prendere la propria rappresaglia e per anni ha conservato con sé la bambola che aveva da bambina per non dimenticare cosa le era accaduto. Ma il piccolo pecoraio Kurdchen, diventato amico di Elisabeth, scopre la verità dopo aver sentito Falada parlare, e tenta di informare il Principe dell'accaduto. Compresa la storia, Leopold tende una trappola a Magdalena, che si tradisce chiamando Elisabeth con quello che avrebbe dovuto essere il suo nome, e viene bandita dal regno. Per la vera Principessa e Leopold finalmente possono iniziare i festeggiamenti.
- Altri interpreti: Petra Kelling (Regina Dorotea), Paulina Rümmelein (Elizabeth bambina), Jule Dormann (Magdalena bambina).

## La figlia del mugnaio
- Titolo originale: Rumpelstilzchen
- Diretto da: Ulrich König
- Scritto da: David Ungureit

### Trama
La bella Lisa, figlia del mugnaio reale, a causa di una bugia del padre viene costretta dal Re a filare la paglia in oro, pena la vita. Ma nessuno sembra in grado di compiere un simile prodigio. Almeno finché uno strano omino non appare in aiuto della fanciulla e le pone un accordo lui può aiutarla ma in cambio di qualcosa che lei ha perché le sue regole sono chiare non si può avere qualcosa senza dare nulla in cambio e così Lisa non avendo alternative accetta dandogli, prima in cambio una collana, poi un anello, oggetti entrambi appartenuti alla sua defunta madre e l'omino accetta e trasforma le enormi balle di paglia in fili d'oro purissimo. Il Re è estasiato di fronte a simile magia, e ordina a Lisa di ripetersi per l'ultima volta, dopodiché sposerà il Principe. L'omino riappare come le notti precedenti, ma questa volta la figlia del mugnaio non ha più nulla da dargli. L'omino però le ricorda che le regole sono chiare e non può fare un'eccezione dato che lo scambio non è equo ma le pone una soluzione stavolta il folletto vuole il suo primo figlio. Disperata e impaurita, Lisa tenta di convincerlo ad accettare qualcos'altro offrendogli la farina del suo mulino ma l'omino rifiuta affermando che accetterà solo quanto ha richiesto e Lisa sapendo che ha bisogno del suo aiuto accetta. Divenuta Regina, e madre di un maschietto, per lei arriva il momento di onorare la sua promessa. Ma la fanciulla non vuole e non può cedere il bambino provando a offrire all'omino oro e pietre preziose tuttavia l'omino rifiuta affermando che una cosa vivente vale più di tutti i tesori del mondo ma la ragazza lo implora di lasciarle il bimbo dato che vuole bene al figlio. L'omino impietositosi le dà un'ultima possibilità: se riuscirà a indovinare il suo nome entro tre giorni, potrà tenere suo figlio. Lisa inizia una lista interminabile di nomi, possibili e immaginari, ma nessuno sembra mai soddisfare lo strano folletto. All'alba del terzo giorno, Lisa va alla ricerca dell'abitazione dell'omino insieme al marito, per cercare di scoprire qualcosa. Ed è lì che i due lo scorgono mentre balla attorno a un fuoco, cantando una filastrocca e pronunciando ad alta voce il suo nome. La notte stessa, il folletto si presenta da Lisa, convinto di aver ormai la vittoria in pugno. E quando la Regina pronuncia con sicurezza il nome "Rumpelstilzchen", Il nano si infuria e scompare facendo riapparire gli oggetti presi da Lisa, da quel giorno non ingannò più nessuno.
- Altri interpreti: Max Zydeck (Hannes), Alexa Maria Surholt (Minna).

## La Sirenetta
- Titolo originale: Die Kleine Meerjungfrau
- Diretto da: Irina Popow

### Trama
La sirena Undine vive in fondo al mare con le sue sorelle Aquarella e Melusine e suo padre, il Re del Mare.
Ma Undine vuole qualcosa di più che semplicemente pettinarsi i capelli dorati perché è affascinata dalla vita sopra l'acqua. Un giorno salva la vita del principe Nikolas dopo che questi affonda mentre nuota, e si innamora di lui. Tuttavia, il principe Nikolas è privo di sensi e viene presto ritrovato dalla principessa che dovrebbe sposare. I due si innamorano subito, ma la principessa scompare quando vede avvicinarsi delle persone. Undine lo osserva e cerca la potente strega del mare Mydra nella grotta oscura. Undine vuole che Mydra scambi la sua coda di pesce con le gambe. Ma Mydra pone una condizione: una volta a terra resterà muta e se il principe non la sceglierà diventerà schiuma sulle onde del mare. Inoltre, ogni passo che farà sarà doloroso. Undine accetta.
La mattina dopo viene scoperta su una roccia da Nikolas e dai suoi due amici. Nikolas invita Undine al suo castello, che è nel bel mezzo dei preparativi per il matrimonio del principe Nikolas e della sconosciuta principessa Anneline. Undine ha quindi solo pochi giorni per conquistare il cuore del principe, che però imparerà ad apprezzarla e ad amarla come una sorella. Fanno scherma e cavalcano insieme, ma lui pensa sempre alla bellezza sconosciuta.
Il giorno del matrimonio, Nikolas e Undine ballano insieme, ma quando appare la principessa Anneline e lui è felicissimo di riconoscere in lei la bella sconosciuta, i due si sposano.
Undine è seduta tristemente in riva al mare di notte quando appaiono le sue sorelle. Le danno un pugnale che hanno ricevuto da Mydra in cambio dei loro capelli. Se Undine uccide Nikolas con esso, diventerà di nuovo una sirena. Undine entra nella camera da letto degli sposi, ma non riesce a convincersi ad uccidere Nikolas perché è ancora innamorata di lui. Getta risolutamente il pugnale in mare. Mydra appare e dice a Undine che ha superato il test. Undine riottiene la voce e riceve un'anima, e ora può esplorare il mondo.
- Interpreti: Zoe Moore (Undine), Philipp Danne (principe Nikolas), Meret Becker (Strega del mare Mydra), Maria Ehrich (la principessa Anneline), Christian Steyer (re Sigismondo), Ben Becker (il re del mare), Clara Gerst (Aquarella, sorella di Undine), Franziska Breite (Melusine, sorella di Undine), Björn von der Wellen (Tönnes, amico del principe Nikolas), Rasmus Max Wirth (Hannes, amico del principe Nikolas), Angelika Böttiger (governante), Illi Oehlmann (cameriera), Axel Thielmann (cuoco), Robert Reichert (garzone di cucina).